# Echinophora
- Commons
- Wikispecies

Echinophora L. é um género botânico pertencente à família Apiaceae.

## Espécies
- Echinophora lamondiana
- Echinophora orientalis
- Echinophora platyloba
- Echinophora spinosa
- Echinophora tenuifolia
- «Lista completa»

## Classificação do gênero
| Sistema | Classificação                    | Referência               |
| ------- | -------------------------------- | ------------------------ |
| Linné   | Classe Pentandria, ordem Digynia | Species plantarum (1753) |